# 马尔施
马尔施（德語：Malsch）是德国巴登-符腾堡州的一个市镇。总面积51.24平方公里，总人口14504人，其中男性7175人，女性7329人（2011年12月31日），人口密度283人/平方公里。

## 友好城市
- 法國 塞扎讷